# 積遜·布朗
積遜·萊·布朗（英語：Jason Roy Brown，1982年5月18日—），出生在紹斯瓦克，是一名威爾斯足球運動員，司職門將，現效力蘇超球會鴨巴甸。

## 球會
布朗出身自查爾頓的青訓系統。其後，他在基寧咸試訓後於2000/01球季轉會市場最後一天正式加盟。最初，他只是擔任後備，但隨著文斯·巴特拉姆的連串差劣表現，促使他在該季最後10場賽事中正選上陣。2002/03球季，布朗在全部競賽中上陣44次，確立了正選門將的地位。
傷患和缺乏狀態意味著布朗未能在接著的兩季上陣多次，儘管如此，他仍然在兩季內正選上陣38次，後來他提出轉會請求，後來又撤回。
2005/06球季，基寧咸降班至英甲作賽，新任領隊尼爾·庫珀從蘇超球會登地聯買入托尼·布洛克。托尼·布洛克在季前弄傷膝蓋，使布朗在隊中的地位更為穩固，在同一季他向英足總報稱在對車士打菲特的賽事期間，受到球迷辱罵，但英足總並沒有作出任何行動。布朗憑著2005/06球季的表現，獲選為球迷票選年度最佳球員。
2006年6月26日，布朗與布力般流浪簽訂四年合約。10月1日，他在以2-1的比分擊敗韋根的賽事中後備入替而處子上陣，並且撲出了一個十二碼。2008年1月，他與球會續約至2011年夏天。
2010年9月11日，卡斯柏·舒米高受傷後，布朗被緊急外借至英冠球會列斯聯一個月，期間上陣4場。11月19日再被外借到英甲的奧連特，為期一個月，期間在聯賽及足總盃合共上陣5場，球隊兩勝三和未嘗敗績。2011年3月3日布朗再次被外借，加盟英冠的威爾斯球會卡迪夫城，為期1個月，其後獲得延長借用至球季結束，但一直沒有上陣機會。
2011年夏季布朗合約屆滿被布力般流浪放棄，7月20日他北上加盟蘇超球會鴨巴甸。

## 國家隊
2006年5月27日，布朗在對千里達的賽事中首次代表威爾斯上陣。

## 外部連結
- （英文）足球数据库：積遜·布朗的球员统计数据
- （英文）Blackburn Rovers profile